# أدريانو لومباردي
ادريانو لومباردي (7 أغسطس 1945 في إيطاليا - 30 نوفمبر 2007 في إيطاليا) هو مدرب كرة قدم ولاعب كرة قدم إيطالي في مركز الوسط. لعب مع فيورنتينا ونادي أفيلينو ونادي إمبولي ونادي بياتشينزا ونادي بيروجيا ونادي تشيزينا ونادي كومو ونادي كياسو ونادي ليكو وUnione Sportiva Rovereto ‏.

## وصلات خارجية
- ادريانو لومباردي على موقع قاعدة بيانات كرة القدم.إي يو (الإنجليزية)